# Hälleviksstrand
Hälleviksstrand est une localité suédoise de la commune d'Orust, située sur les rives du Skagerrak à environ 70 kilomètres au nord de Göteborg. C'est un village de pêcheurs, avec une population de 214 habitants en 2010.

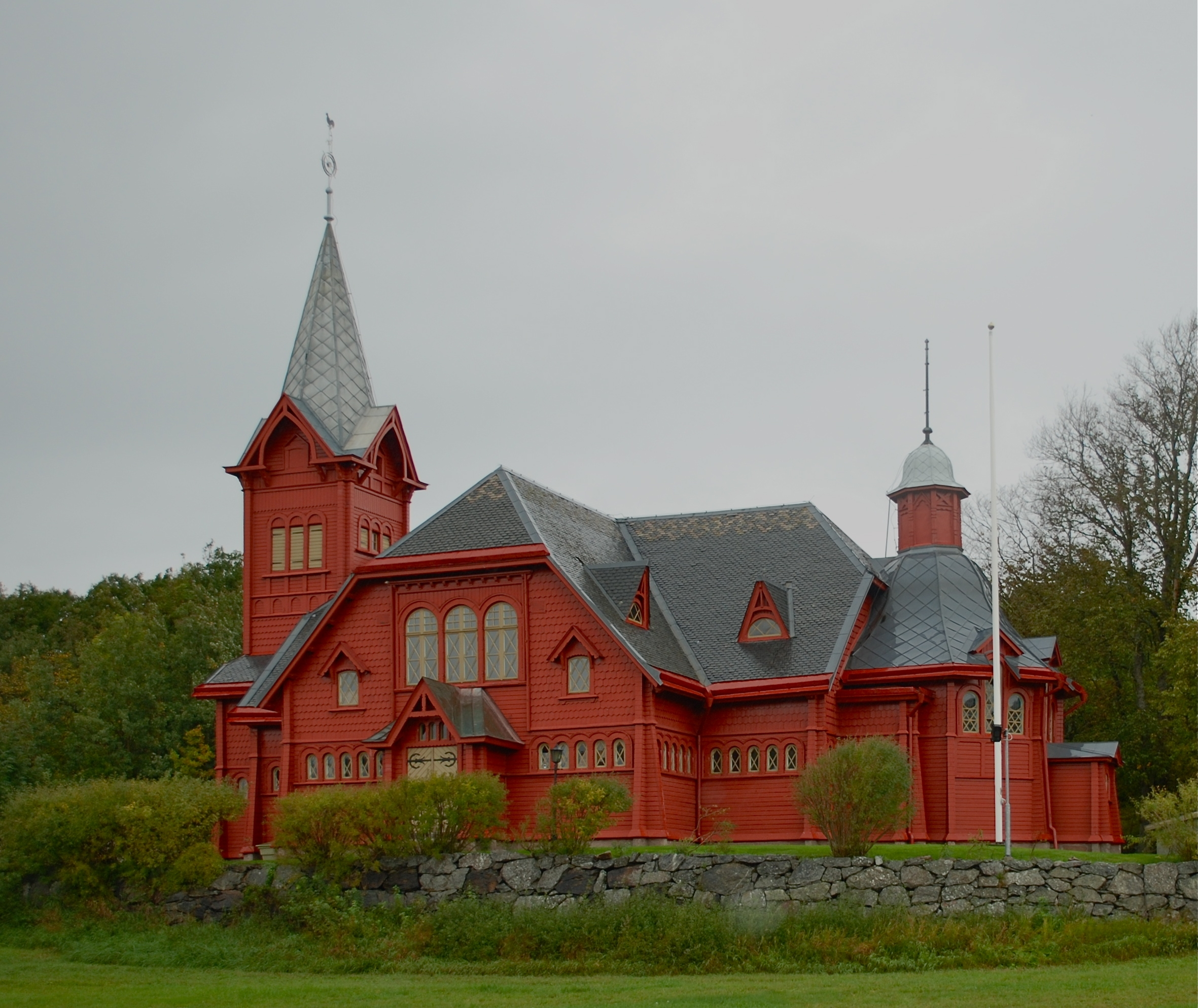
L'église de Hälleviksstrand.
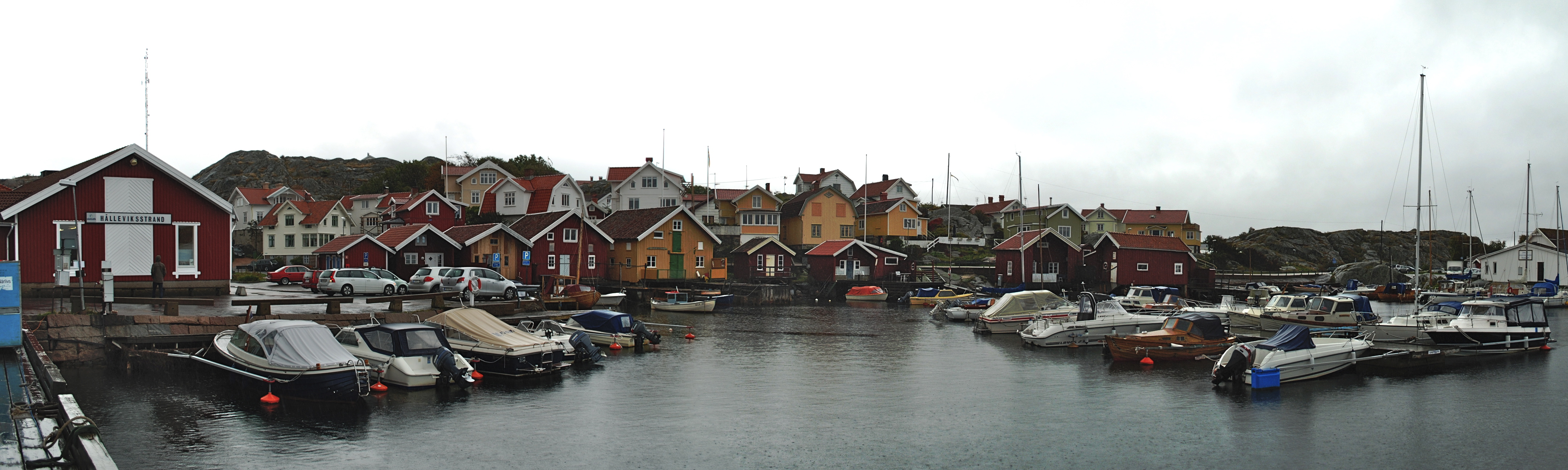
Panorama de Hälleviksstrand.